# Schachbundesliga 2024/25
Die Schachbundesliga 2024/25 ist die 44. Spielzeit der deutschen Schachbundesliga im Mannschaftsschach. Die Saison wurde am 28. September 2024 eröffnet und am 27. April 2025 abgeschlossen. Deutscher Meister wurde die Mannschaft des Düsseldorfer SK; Zweiter wurde der Vorjahressieger SC Viernheim.

## Modus
16 Mannschaften traten während der Saison jeweils einmal gegeneinander an. Jede der Mannschaften bestand aus bis zu 18 Spielern, die zu Beginn der Saison gemeldet werden mussten. Zu jedem Spiel traten hiervon jeweils acht Spieler beider Mannschaften im Duell gegeneinander an. Die Mannschaft, die mehr Brettpunkte erzielte, erhielt zwei Mannschaftspunkte, bei Gleichstand erhielten beide Mannschaften einen Punkt. In der Gesamtwertung wurde zunächst nach Mannschaftspunkten geordnet, bei Gleichstand wurde nach Brettpunkten unterschieden. Die Bedenkzeit wurde im Vergleich zur Vorsaison geändert; so hatten die Spieler nun eine Startzeit von 90 Minuten, die nach 40 Zügen um weitere 30 Minuten erweitert wurde zuzüglich einem Zeitinkrement von 30 Sekunden ab dem ersten Zug.
Die Spielrunden 1 bis 12 werden an sechs Wochenenden in Doppelspieltagen durchgeführt. Die Saisoneröffnung in Kirchweyhe findet dabei bereits eine Woche früher am 28. und 29. September statt. Für jeden der Spieltage werden vier Spielorte aus den Heimstätten der Vereine ausgewählt. Die Runden 13 bis 15 werden abschließend zentral vom 25. bis 27. April 2025 beim SV Deggendorf ausgetragen.

## Tabelle
Für die Spielzeit 2024/25 wurden 15 Mannschaften gemeldet. Ursprünglich war auch der SK Doppelbauer Turm Kiel als Teilnehmer vorgesehen, zog sich jedoch bereits vor Saisonbeginn aus organisatorischen Gründen vom Spielbetrieb zurück. Zu den Mannschaften, die aus der Vorsaison verblieben, stießen die Aufsteiger FC St. Pauli (Nord), Düsseldorfer SK (West), SF Bad Mergentheim (Süd) und SV Deggendorf (Ost) hinzu.
Nach Abschluss aller Partien stand der Düsseldorfer SK als Meister fest:
| Pl. | Verein                   | Sp. | G  | U | V  | MP | BP   |
| --- | ------------------------ | --- | -- | - | -- | -- | ---- |
| 1.  | Düsseldorfer SK (N)      | 14  | 13 | 1 | 0  | 27 | 79,0 |
| 2.  | SC Viernheim             | 14  | 11 | 2 | 01 | 24 | 72,5 |
| 3.  | OSG Baden-Baden          | 14  | 12 | 0 | 02 | 24 | 69,0 |
| 4.  | Schachfreunde Deizisau   | 14  | 09 | 1 | 04 | 19 | 63,0 |
| 5.  | Hamburger SK             | 14  | 07 | 1 | 06 | 15 | 60,5 |
| 6.  | SV Werder Bremen         | 14  | 05 | 3 | 06 | 13 | 55,0 |
| 7.  | FC Bayern München        | 14  | 05 | 2 | 07 | 12 | 52,0 |
| 8.  | USV TU Dresden           | 14  | 05 | 2 | 07 | 12 | 49,0 |
| 9.  | SG Solingen              | 14  | 05 | 1 | 08 | 11 | 52,0 |
| 10. | SV Deggendorf (N)        | 14  | 02 | 6 | 04 | 10 | 51,0 |
| 11. | SC Heimbach-Weis-Neuwied | 14  | 04 | 2 | 06 | 10 | 51,0 |
| 12. | FC St. Pauli (N)         | 14  | 04 | 2 | 06 | 10 | 49,0 |
| 13. | SK Kirchweyhe            | 14  | 03 | 3 | 08 | 09 | 50,0 |
| 14. | SF Bad Mergentheim (N)   | 14  | 02 | 3 | 09 | 07 | 44,5 |
| 15. | SV Mülheim Nord          | 14  | 03 | 1 | 10 | 07 | 42,5 |

 Abstieg